# Río Brazomar
El río Brazomar es un curso de agua del norte de la península ibérica. Discurre por Cantabria.

## Curso
El río nace en el término municipal de Castro-Urdiales, en Cantabria, de la unión de varios riachuelos y discurre hasta desembocar en un arenal en el mar Cantábrico. A mediados del siglo XIX, se criaban en él «truchas, anguilas, lobinas y otros pescados de esquisito gusto». Aparece descrito en el cuarto volumen del Diccionario geográfico-estadístico-histórico de España y sus posesiones de Ultramar de Pascual Madoz con las siguientes palabras:

BRAZOMAR: r. en la prov. de Santander, part. jud. de Castrourdiales: nace en Samano y Santullan formándose de varios riach. llamados Bantablas, Cobo, Chorron, la Fuente y Tabernilla, que se reunen á otro titulado Rio Mayor: tiene un puente que toma su nombre en el camino real que dirige de Castro á Bercedo, de un solo arco de piedra silleria finamente labrada, con sus balaustres de hierro y asientos para recreo, construido en 1828; dos mas de igual materia en los sitios del moral é Isla, otro en el arrabal de Castro llamado Portugal, que pertenece á las jurisd. del antedicho Castro y Samano; y otro en el arenal donde desagua, de dos arcos, que en julio de 1812 volaron los ingleses, ahora compuesto con maderas, y sirve para el tránsito por la costa del camino de Bilbao. Da movimiento á 2 ferrerias, que por falta de carbon y de agua solo trabajan en el invierno, y á algunos molinos harineros que tampoco muelen mas que en la indicada estacion. En la pleamar de mareas vivas, suben lanchas cargadas de venas ó mineral de hierro de 400 qq. hasta el puente grande del camino real. Su curso, aunque perenne, es bastante escaso en el verano. Cria truchas, anguilas, lobinas y otros pescados de esquisito gusto.
(Madoz, 1846, p. 434)